# ازدواج همجنس در آلاسکا
ازدواج همجنس‌ها در آلاسکا  از ۱۲ اکتبر ۲۰۱۴ و با حکم دادگاه فدرال بطور قانونی به‌رسمیت شناخته می‌شود. در آن تاریخ دادگاه ممنوعیت ازدواج همجنس‌ها در ایالت آلاسکا را برخلاف متمم چهاردهم قانون اساسی ایالات متحده آمریکا دانسته و ازدواج همجنس‌ها را قانونی اعلام کرد. در ۱۵ اکتبر ۲۰۱۴ مقامات ایالت یک توقف دو روزه را از طریق دادگاه استیناف حوزه نهم ایالات متحده آمریکا به‌دست آوردند که دادگاه اساسی آمریکا در ۱۷ اکتبر از گسترش آن امتناع ورزید.